# RCA tape cartridge

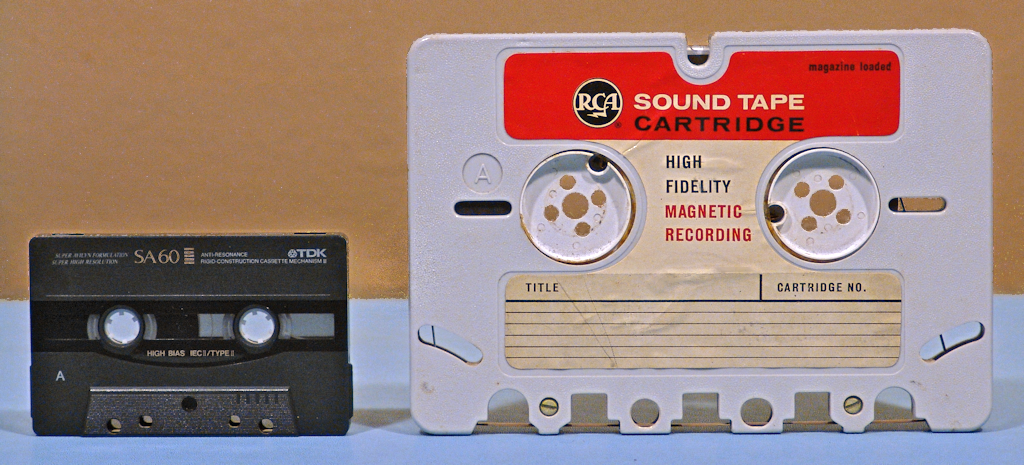
À gauche, une cassette audio au format lancé par Philips en 1963. À droite, une RCA tape cartridge.

La RCA tape cartridge, littéralement « cartouche à bande RCA », est la première « cassette audio » destinée au marché grand public, reproduction musicale incluse. Elle est mise sur le marché en 1958 mais ne rencontre aucun succès et est abandonnée en 1964. La bande employée est au format 1/4 de pouce, commun à la plupart des magnétophones personnels de l'époque ainsi qu'aux cartouches audio à bande sans fin, nettement plus large que le format retenu pour la cassette audio de Philips sortie en 1963, qui est de 0,15 pouce, soit 3,81 mm.
Le terme de « cartouche » se rapporte au contenant plastique qui permet une manipulation plus aisée que les bandes magnétiques des magnétophones contemporains dits à « bande libre », sur lesquels le chargement de la bande implique la manipulation physique de cette dernière pour que la bobine à lire soit reliée à une bobine dévidoir. Néanmoins la RCA tape cartridge, hormis ses dimensions, est similaire dans son principe — à savoir une bande magnétique reliée à deux bobines enchâssées dans un boîtier plastique — à la cassette audio et à ses itérations ultérieures (microcassette, DCC, DAT) ainsi qu'aux cassettes vidéo et non pas aux cartouches audio, qui pour leur part n'ont qu'une seule bobine.

## Historique
La Sound Tape ou Magazine Loading Tape Cartridge, plus connue sous le nom de RCA tape cartridge et lancée en 1958 par RCA. Le fabricant lance des enregistrements stéréophoniques ainsi que des cartouches vierges destinées à l'enregistrement domestique mais le format ne connaît pas de succès commercial et ne réussit pas à s'imposer : il est abandonné en 1964. La compacité de la cassette audio concurrente de Philips fait que les lecteurs-enregistreurs qui lui sont dédiés sont bien plus petits et portables, de sorte que ce format peut être facilement utilisé dans les autoradios, domaine dans lequel elle finit par supplanter tout autre système à bande magnétique à l'échelle internationale jusqu'à l'avènement du disque compact.